# Stuart Feldman

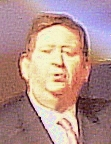
Stuart Feldman, 2007

Stuart Irwin Feldman ist ein US-amerikanischer Informatiker. Er ist insbesondere für die Entwicklung von make bekannt. Zwischen 2006 und 2008 war er Präsident der Association for Computing Machinery (ACM).

## Karriere
Feldman studierte Physik an der Princeton University, machte 1973 seinen Abschluss mit einer Arbeit zur Astrophysik und promovierte in angewandter Mathematik am Massachusetts Institute of Technology.
Feldman war an den Bell Laboratories beschäftigt, wo er an der Entwicklung des Unix-Betriebssystems beteiligt war. Bekannt wurde er für die Entwicklung des Programs make. Außerdem war er einer der Autoren des ersten FORTRAN-77-Compilers.
Er war Vorsitzender der ACM SIGPLAN (Special Interest Group on Programming Languages) und Gründungspräsident der ACM SIGecom (Special Interest Group on Electronic Commerce). Für die Jahre 2006 bis 2008 wurde er zum Präsidenten der Association for Computing Machinery gewählt. Er ist im Editoral Board mehrerer wissenschaftlicher Informatik-Magazine, etwa ACM Queue, IEEE Internet Computing und IEEE Transactions on Software Engineering.
Seit 1991 ist er Fellow der IEEE, seit 1995 der ACM und seit 2007 der American Association for the Advancement of Science. Derzeit ist er bei Google Vizepräsident für Entwicklung an der Ostküste der USA.

## Auszeichnungen
- 2003: ACM Software System Award für die Entwicklung von make[1]